# زیگموند

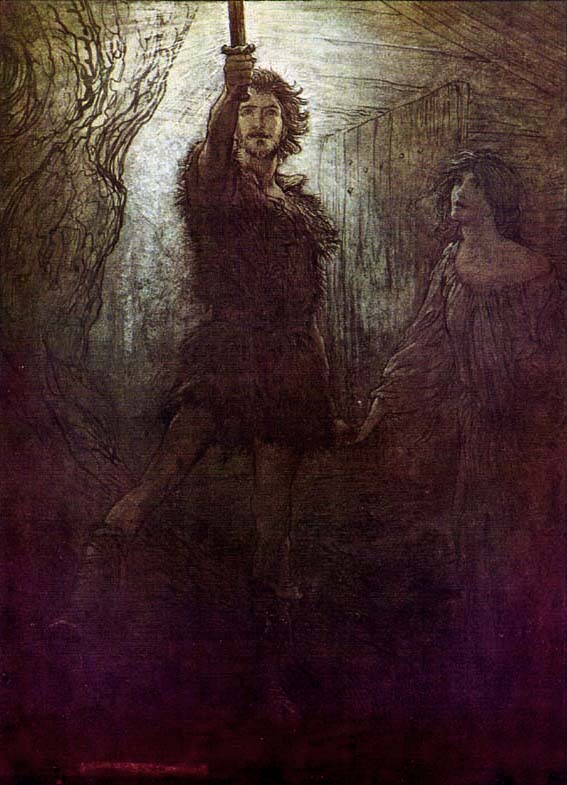
تصویری از زیگموند اثر آرتور راکهام

زیگموند (نروژی باستان: Sigmundr) یکی از قهرمانان اساطیر اسکاندیناوی که داستان‌های او در ولسونگا ساگا آمده است. او به همراه خواهر دوقلویش زیگنی، و نه برادرش فرزندان ولسونگ و همسرش هیوردیس به‌شمار می‌روند. زیگموند پدر زیگورد، پهلوان اژدهاکش و شخصیت اصلی حماسهٔ ولسونگا ساگا است.
زیگموند تنها کسی بود که توانست شمشیر جادویی گرام را از تنهٔ درخت عظیم بارن‌استوکر بیرون کشد (بسیار شبیه به افسانهٔ شاه آرتور و شمشیر اکس‌کالیبور). اُدین به رهبرانی که عهد می‌بستند، جنگجویانی را که در نبرد از پا درمی‌آوردند به اُدین اعطا دهند، شمشیری شکوهمند هدیه می‌داد. بدین‌سان به روایت از ولسونگا ساگا از روایت‌ها و اشعار ادبی سدهٔ سیزدهم، هنگامی که زیگنی با زیگایر، شاه گوتلند ازدواج نمود، جشنی در تالار ولسونگ برقرار گشت. در میانه جشن، اودین، در لباس مبدل یک گدا وارد تالار شد و شمشیری بی‌نظیر و فاخر را در تنه درختی که تالار وولسونگ گرداگرد آن ساخته شده بود فرو کرد و اعلام نمود: شمشیر از آن کسی است که بتواند آن را از درخت بیرون کشد. شمشیر به دارندهٔ خود اجازه می‌داد تا در تمامی جنگ‌ها پیروز شود. از طرفی زیگایر نیز خواهان شمشیر بود، اما زیگموند با او به مخالفت پرداخت و شمشیر را بیرون کشید، بدین ترتیب خشم و حسادت زیگایر را برانگیخت به طوری که در فکر توطئه‌ای برای از بین بردن ولسونگ و خانواده‌اش افتاد. هم بدین روایت زیگموند سال‌ها قهرمانانه در راه ادین جنگید و سرانجام زمانی که خدا بر آن شد که او را در شمار جنگجویان خاص خویش درآورد، زندگی او به سر آمد. در انتها پدر و برادران زیگموند کشته می‌شوند، اما او جان سالم به در می‌برد و همراه با خواهر خود در پی انتقام از زیگایر می‌شوند. بعدها زیگموند به طور ناخواسته با خواهر خود همبستر می‌شود (زیگنی خود را به شکل ساحره‌ای در آورده بود). در روایت مرگ زیگموند مردی یک چشم با کلاهی لبه پهن، که همانا اُدین است، در میدان جنگ بر زیگموند پدیدار و شمشیر او گرام را توسط نیزه‌اش می‌شکند.